# Chiesa di San Rocco (Crema)
La chiesa della confraternita di san Rocco era un luogo di culto cattolico di Crema.

## Storia
Nell'anno 1513 circolava anche a Crema il morbo della peste; di fronte ad un numero via via crescente di casi un gruppo di nobili decise di riunirsi nello studio di Antonio Meleri per ufficializzare la costituzione di una congregazione dedicata a San Rocco con il compito di raccogliere legati ed offerte da destinare ai malati e ai bisognosi.

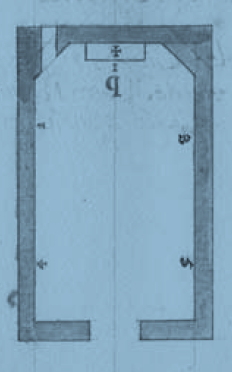
La pianta.

Il documento giunto integro fino a noi riporta anche i nomi di tutti i fondatori: Giovanni Pietro Colleoni, Tommasino Marazzi, Giacomo Ferrari, Giovanni Antonio Musinappi, Giovanni Pietro de Ripa, Giovanni Antonio Vimercati, magister Giovanni Antonio De Marchi, Francesco Alfieri, Aloisio da Piacenza, Agostino Musinappi, Aloisio Capradossi, Francesco Facchetti, Agostino Ravaselli fratris Antonii procurator, Bassano Arasini, magister Thalaminus Martini e Vincenzo Torgnola; queste persone agivano anche per conto di Giovanni Antonio Cerri e Giovanni Pietro Musinappi. Testimoni: il prete Lazzaro Premoli, Agostino Castelli, Lorenzo Barbati e Andriolo Martinengo. L'atto venne firmato dai notai Giuliano Bravio e Cristoforo Cambiati.
Nel documento si metteva per iscritto l'intenzione di provvedere a costruire un oratorio dove radunarsi e pregare; si fa menzione, quindi, all’avvenuto contatto con i Sindaci e i Provveditori della comunità per individuare il luogo ove poter erigerlo, con il successivo accoglimento della richiesta.
I lavori iniziarono il 20 ottobre presso la roggia Crema, a lato della chiesa di Santa Caterina in un fondo donato dalla famiglia Contarini.

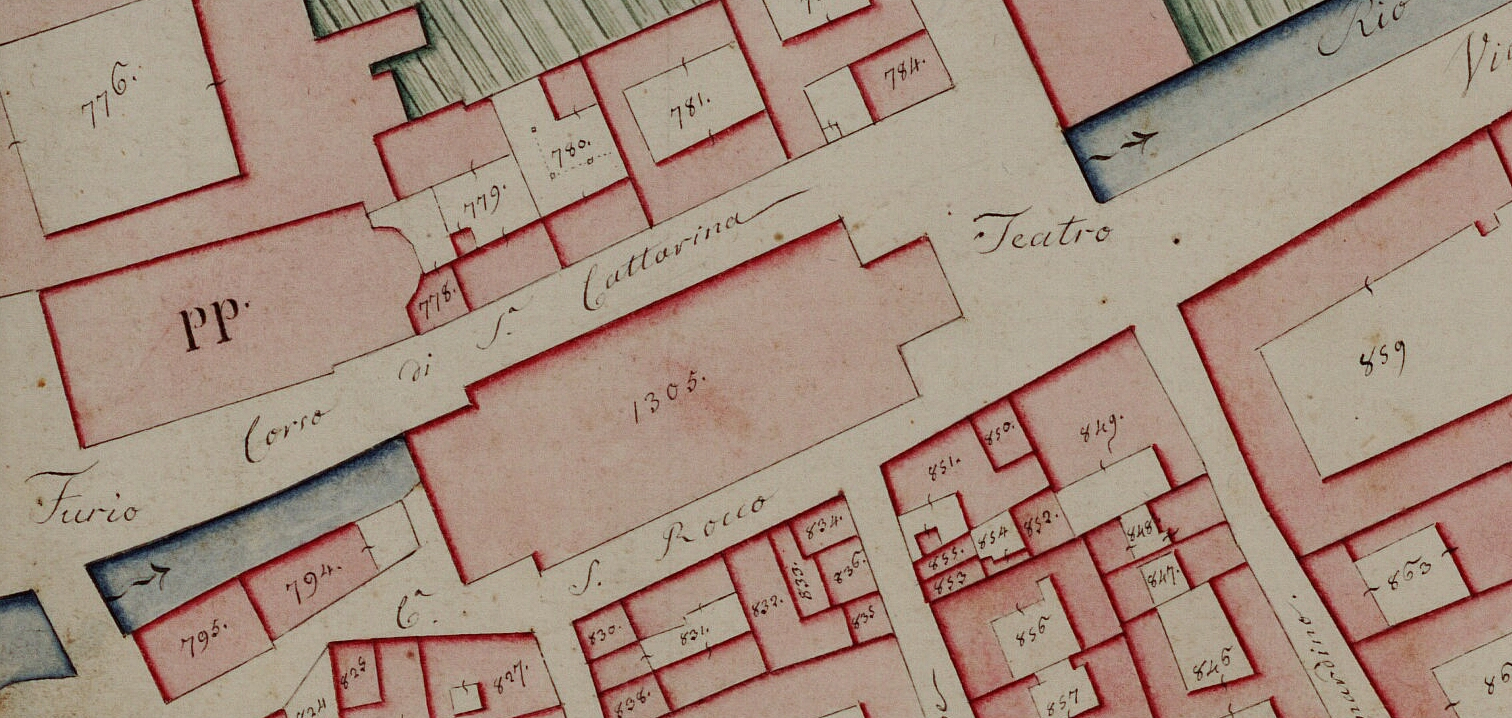
L'area attorno al Teatro Sociale. Col numero 795 viene identificato l'oratorio San Rocco, a lato della roggia Crema, ormai sconsacrato. Nella mappa si intuisce anche la forma della chiesa di Santa Caterina ed una porzione del convento dei carmelitani.

Nell'anno 1515 venne stilato un secondo atto notarile su richiesta di Agostino e Tommasino Musinappi, Giacomo Ferrari, Agostino Ravaselli, anche a nome degli altri fondatori, nel quale si ribadiva l'intenzione di portare a termine l’edificio; inoltre chiesero udienza al Capitolo del duomo per ottenere le licenze per raccogliere legati e offerte.
Secondo lo storico Pietro Terni i lavori terminarono nel 1520.
Nel 1571 a causa di un accumulo di neve l'edificio subì un crollo con alcune persone perite tra le macerie.
Risale al 1578 la richiesta, poi concessa, di edificare dietro l'edificio una sala da usare quale luogo riunioni al posto della sagrestia, a causa dell'accresciuto numero di adepti. Dall'anno successivo le funzioni religiose venivano celebrate dai frati del vicino convento di Santa Caterina in cambio della corresponsione di 18 scudi.
Con l'aggregazione a Roma, ottenuta nel 1612, i confratelli iniziarono a vestire una divisa di tela verde, perseguendo opere caritatevoli verso i poveri e i malati, ma impiegando le offerte per allestireo arredi e decori grazie alla profonda ed accresciuta devozione verso il santo, specialmente dopo la pestilenza del 1630.
La confraternita fu soppressa dalle leggi napoleoniche nel 1810.

## Caratteristiche
Della chiesa rimangono gli apparati murari in mattoni a vista delle due campate dell'aula; la facciata presenta due pilastri angolari, con alte basi ed eleganti capitelli, che sostengono una trabeazione. 
I pilastri, di gusto bramantesco, si ripetono anche lungo le fiancate laterali (due a sinistra e uno a destra).
Scomparso il portale, al suo posto si apre un più ampio ingresso squadrato sopra il quale è stata ricavata una porta-finestra con semplice ringhiera. Molto evidente la tamponatura del rosone.
Sul muro posteriore, ove è stato aggiunto un breve brano edificato contestualmente o successivamente le manomissioni, è murata una lapide che ricorda sulla piazza la presenza del Teatro Sociale:

## Opere disperse

### Affreschi
Nel Museo civico di Crema e del Cremasco sono visibili alcuni affreschi strappati, di autore ignoto, non del tutto integri, provenienti dalla sala riunioni della confraternita.

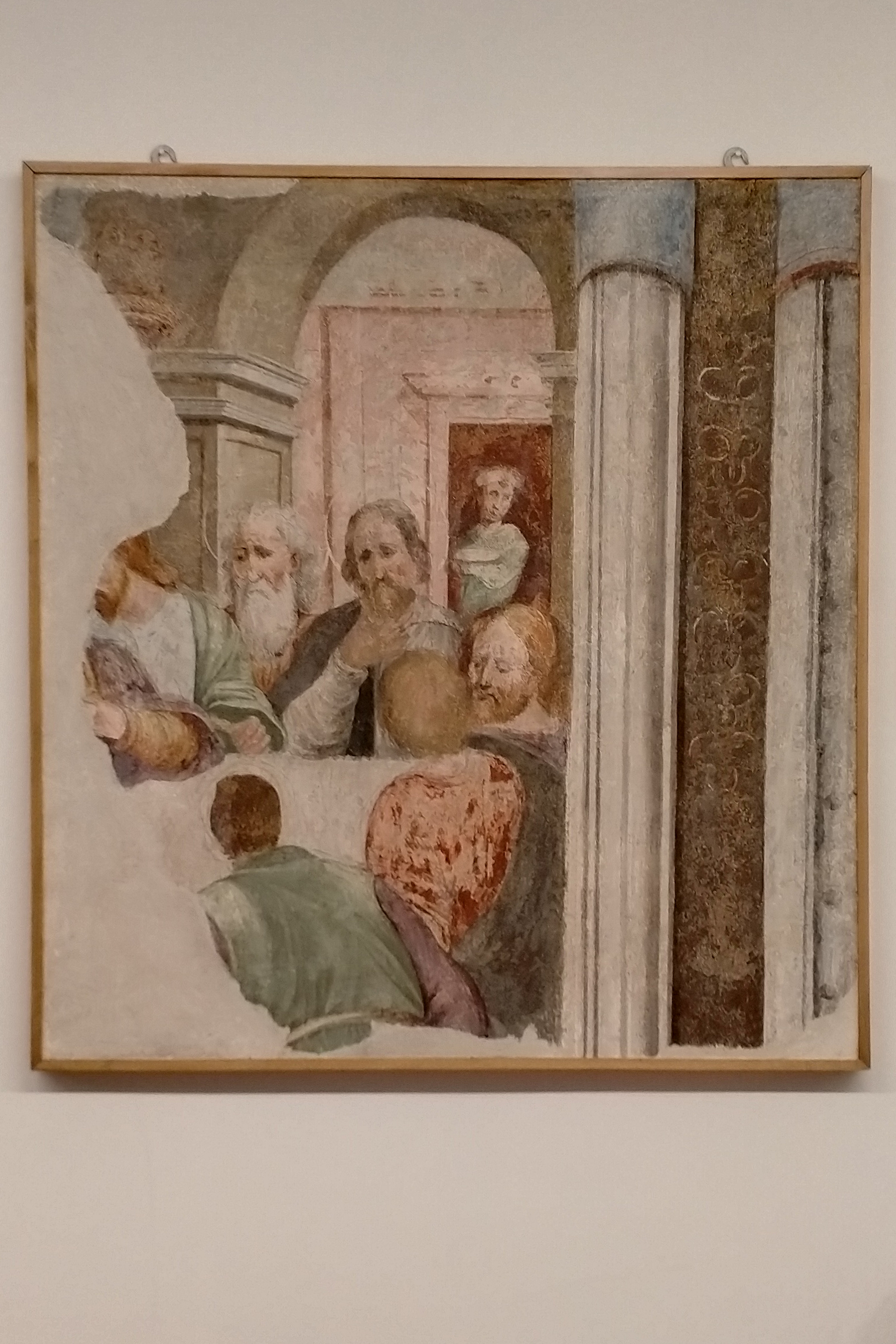
L'ultima cena.
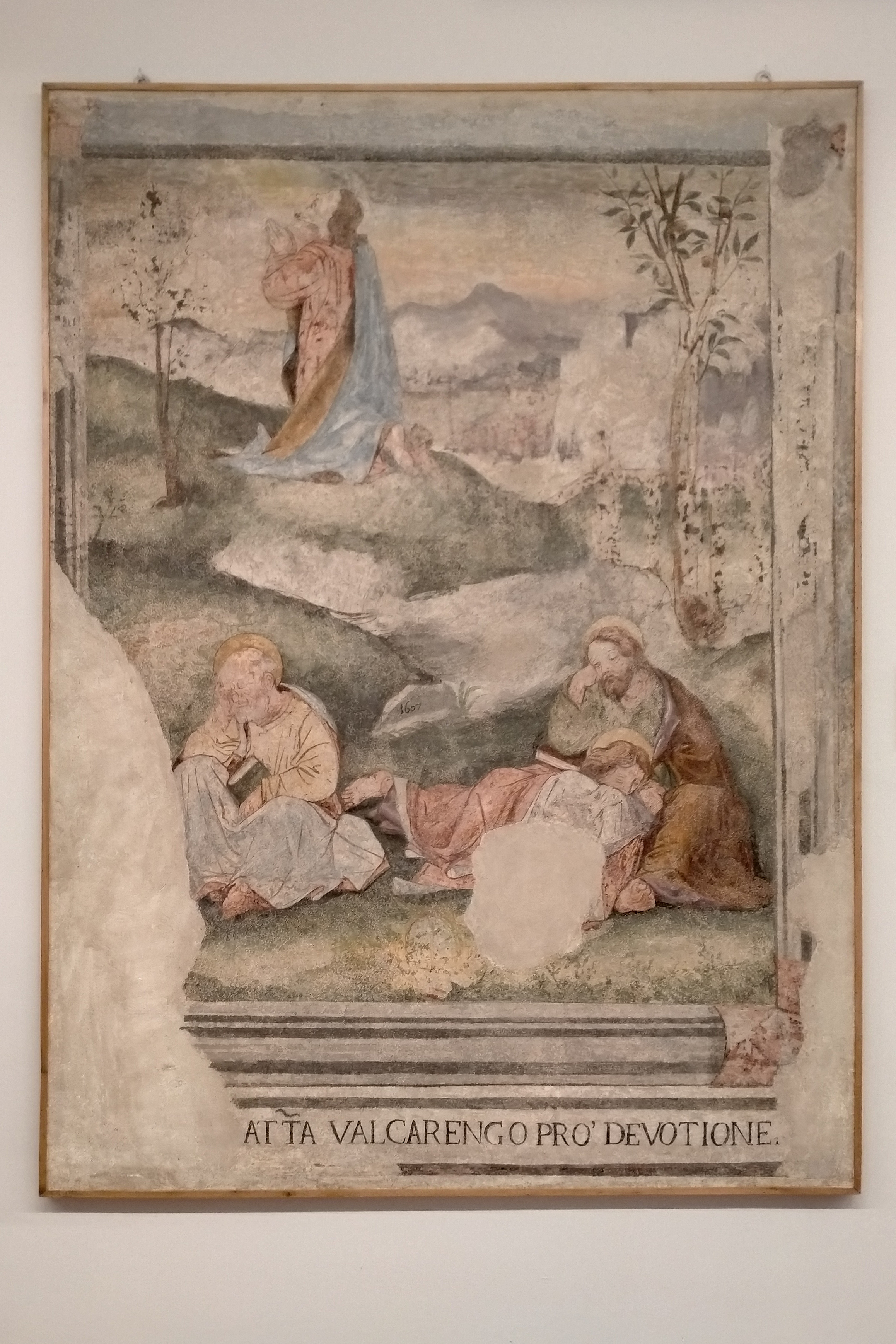
Cristo nell'orto degli ulivi.
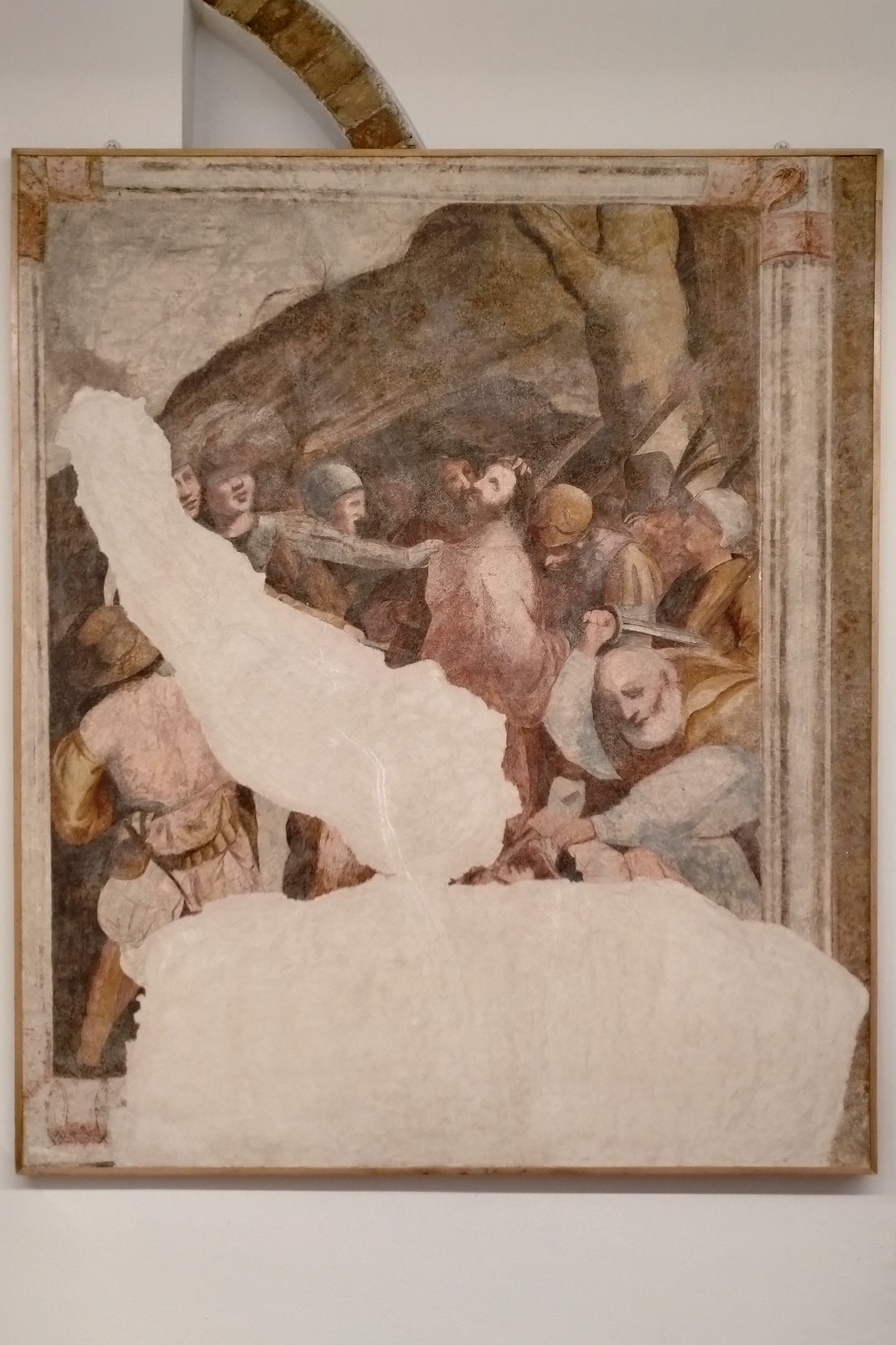
La cattura di Cristo.
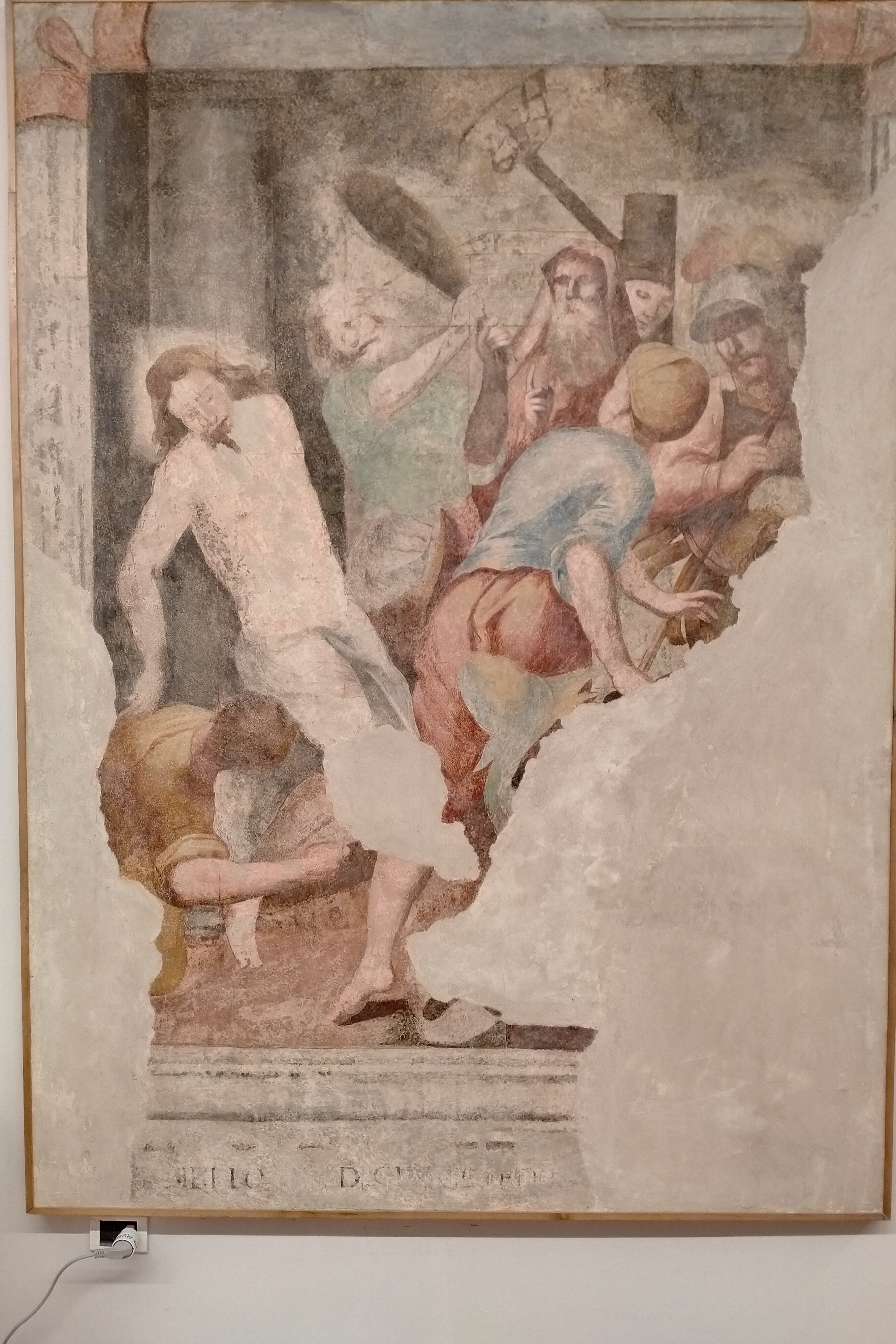
La flagellazione di Cristo.
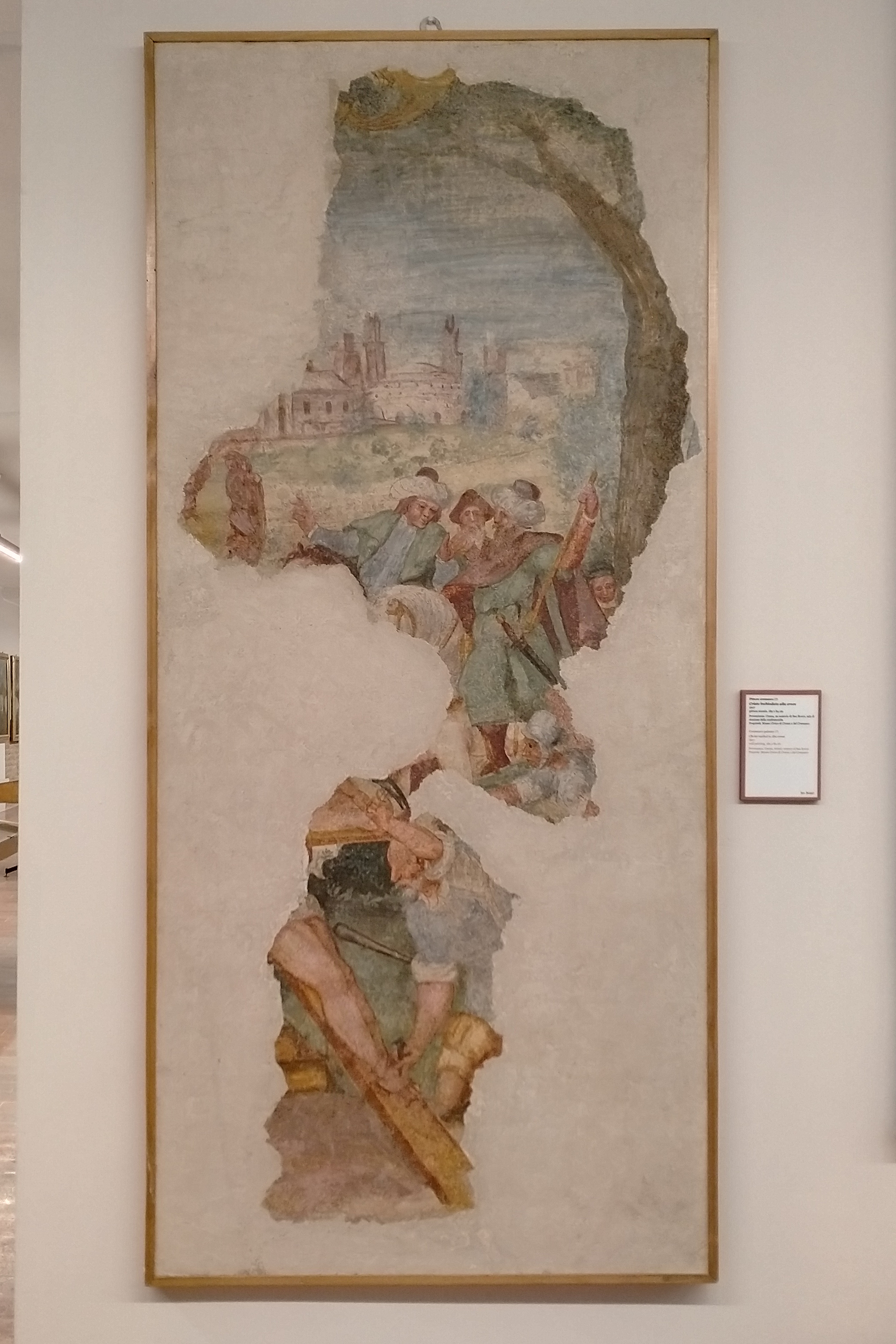
Cristo inchiodato alla croce.
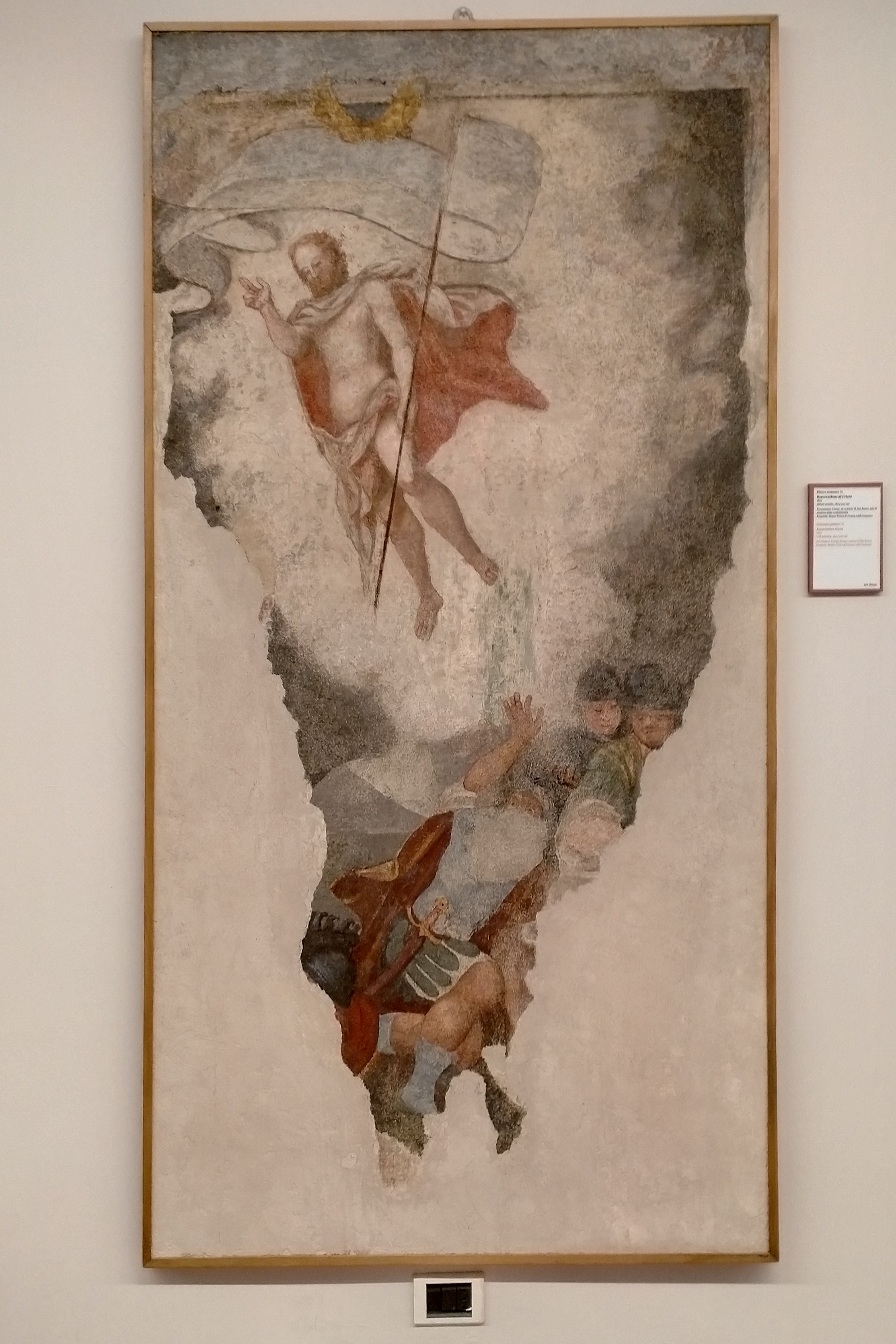
Resurrezione di Cristo.

### Le pale
| San Rocco curato da un angelo, pala d'altare in passato attribuita a Vincenzo Civerchio; gli studi più recenti la considerano opera di Bernardino Zenale. È conservata nel Museo civico di Crema e del Cremasco. |
| San Rocco tra gli appestati, di Mauro Picenardi, era collocata lungo la parete destra; in passato venne conservata nella sacrestia della chiesa di San Giacomo, fu trasferita nel 1944 nella Pieve di Palazzo Pignano. |
| San Rocco colpito dalla peste, di Mauro Picenardi; stesso excursus storico della precedente e, dal 1944, conservata nella Pieve di Palazzo Pignano. |
| La cattura di San Rocco, di Giovanni Angelo Ferrario, collocata lungo la parete sinistra e quindi trasferita nella sacrestia di San Giacomo; dal 1944 nella Pieve di Palazzo Pignano. |
| La morte di San Rocco, di Giovanni Angelo Ferrario, pure collocata lungo la parete sinistra e stesso percorso storico della precedente. |
| Dio Padre, un'opera collocata originariamente sotto la volta nella parte superiore dell'altare; fu acquisita dopo la soppressione dell'oratorio da Luigi Tadini ed ora fa parte della collezione dell’Accademia Tadini di Lovere. Venne realizzata da Vittoriano Urbino, nipote di Carlo (figlio del fratello Bartolomeo). |